# جمی دانتزشر
جمی دانتزشر (به انگلیسی: Jamie Dantzscher) ژیمناست زادهٔ ۲ مهٔ ۱۹۸۲ میلادی اهل کشور ایالات متحده آمریکا است.